# Stora Bergsjö
Stora Bergsjö är en sjö i Marks kommun i Västergötland och ingår i Rolfsåns huvudavrinningsområde. Sjön har en area på 0,14 kvadratkilometer och ligger 129,8 meter över havet.

## Delavrinningsområde
Stora Bergsjö ingår i det delavrinningsområde (639000-130145) som SMHI kallar för Mynnar i Rolfsån. Medelhöjden är 90 meter över havet och ytan är 9,25 kvadratkilometer. Det finns inga avrinningsområden uppströms utan avrinningsområdet är högsta punkten. Vattendraget som avvattnar avrinningsområdet har biflödesordning 2, vilket innebär att vattnet flödar genom totalt 2 vattendrag innan det når havet efter 40 kilometer. Avrinningsområdet består mestadels av skog (72 %) och jordbruk (16 %). Avrinningsområdet har 0,19 kvadratkilometer vattenytor vilket ger det en sjöprocent på 2,1 %.